# MRPS33
MRPS33‏ (Mitochondrial ribosomal protein S33) هوَ بروتين يُشَفر بواسطة جين MRPS33 في الإنسان.